# 佐藤昭雄
佐藤 昭雄（さとう あきお、1953年2月13日 - ）は、日本の元プロレスラー。ザ・グレート・シンジャの名でも知られる。

## 来歴
北海道弟子屈高等学校時代はバスケットボールの選手として活躍。高校を中退して1970年5月に日本プロレスへ入門。ジャイアント馬場の付き人をしながら同年の10月13日、高岡市体育館で行われた新海弘勝（後の北沢幹之）戦でデビュー。藤波辰巳、小沢正志（後のキラー・カーン）らと前座戦線を沸かす。1972年10月、全日本プロレスに設立と同時に参加。1974年にデビューした大仁田厚の対戦相手を務める。
1974年10月より米国に遠征。カンザス州、ミズーリ州、テキサス州アマリロなどの中西部地区を中心に転戦。1976年、全日本女子プロレス参戦歴もある当地の女子プロレスラーのベティ・ニコライと結婚。1979年8月、プロレス夢のオールスター戦に合わせて凱旋帰国。その後、米国と日本を行き来する形で、通算8年間に渡り転戦を続けた。
完璧な英語を習得していたため、全日本ではジョー樋口と共に外国人選手の通訳を担当。また全日本プロレス中継解説者のほか、若手のコーチ役や入門テストの試験官も務めた。ジャイアント馬場には信頼を置かれており、マッチメイクも佐藤が行っていた時期がある。前座試合での「大技は使ってはいけない」という暗黙の了解を廃し、それを佐藤が全て受け止めるなど、若手選手を自由自在に試合させるための空気作りを行った。全日本の前座や若手の育成方法に多くの改革を起こし、三沢光晴や越中詩郎らを育てた。三沢は佐藤を「心の師」と仰いで尊敬していたという。
1981年6月11日、石川敬士とのコンビでアジアタッグ王座を獲得。この際にリングネームを佐藤昭夫から佐藤昭雄に改名する。途中、怪我（実際は渡米）による返上があったが、1985年4月に再奪取した。
1985年7月18日、アニマル浜口&寺西勇にアジアタッグ王座を奪われた後、渡米する。当時はジャパンプロレス所属選手達が全日本に参戦していたため、選手やスタッフが飽和状態であったことから人員整理が始まっており、帰国命令が全日本より出ず、そのまま米国に定着。1986年にはテネシー州へ転戦し、同地に武者修行に来ていた全日本所属の後藤政二と組み、同地区のインターナショナル・タッグ王座を獲得した。
1989年末にWWFと契約して1990年初頭より、パット・タナカとオリエント・エクスプレスを結成（マネージャーはミスター・フジ）。ザ・ロッカーズ（ショーン・マイケルズ&マーティ・ジャネッティ）やザ・ブッシュワッカーズ（ブッチ・ミラー&ルーク・ウィリアムス）と抗争した。
その後、WWFのフロントに入り、極東担当として1990年4月13日の「日米レスリングサミット」、1991年3月30日の「レッスルフェスト東京ドーム」、1994年の「マニアツアー」などに携わる。特に、1990年のSWS旗揚げ前後においては、新日本プロレスとSWSの間で起こったWWFとの提携の奪い合いに際し、WWFの交渉窓口として活躍した。
1995年、WWF入りしたハクシーのマネージャー『シンジャ』に変身する前後に、WWFのフロントから外れる。後に日本に戻り、WARに選手（ペイントレスラー）兼ブッカー『ザ・グレート・シンジャ』として参戦。その後、FFF（インディー統一機構）やIWAジャパンに役員として参加するも、長続きはせずにフェードアウトとなる。家族のいる米国に戻ってからはリタイア状態だが、プロレスOB会である「カリフラワー・アレイ・クラブ」の理事などを務めている。
ザ・グレート・カブキの話によると、レスラーのリタイア後はアメリカでトラック運転手をしているという。

## 得意技
- 垂直落下式ブレーンバスター
- バック・スピン・キック

左腕を捻り上げたまま相手のサイドに回り込み、後ろ蹴りを決める「ダンシング・ドール・キック」とも呼ばれる形を得意にしていた。
- ニー・クラッシュ型バックドロップ
- ライガー・ボム

## 獲得タイトル
全日本プロレス
- アジアタッグ王座：2回（w / 石川敬士）

セントラル・ステーツ・レスリング
- NWA世界タッグ王座（セントラル・ステーツ版）：2回（w / ボブ・ガイゲル、テッド・オーツ）[1]
- NWAセントラル・ステーツ・ヘビー級王座：1回
- NWAセントラル・ステーツTV王座：1回

NWAウエスタン・ステーツ・スポーツ
- NWAウエスタン・ステーツ・タッグ王座：4回（w / ミスター・ポーゴ×2、ジョン・トロス、Mr. Kiyomoto）

コンチネンタル・レスリング・アソシエーション
- CWAインターナショナル・タッグ王座：5回（w / 後藤政二）

## その他
スーパーFMWでシンジャと名乗るレスラーがいるが、別人（2代目）である。正体とされる佐藤竜騎士は、佐藤昭雄と同姓であるが、血縁関係はない。